# Tachymenoides
Tachymenoides – rodzaj węży z podrodziny ślimaczarzy (Dipsadinae) w obrębie rodziny połozowatych (Colubridae).

## Rozmieszczenie geograficzne
Rodzaj obejmuje gatunki występujące w endemicznie w Peru.

## Systematyka
Rodzaj zdefiniował w 2022 roku południowoamerykański zespół zoologów – Brazylijczycy Vivian Carlos Trevine, Felipe Gobbi Grazziotin, Juliana de Abreu Vianna i Hussam Zaher, Argentyńczyk Alejandro Raúl Giraudo i Chilijka Nicole Sallaberry-Pincheira – w artykule zatytułowanym Systematyka Tachymenini (Serpentes, Dipsadidae): zaktualizowana klasyfikacja oparta na dowodach molekularnych i morfologicznych, opublikowanym w czasopiśmie „Zoologica Scripta”. Gatunkiem typowym jest (oryginalne oznaczenie) T. affinis.

### Etymologia
Tachymenoides: rodzaj Tachymenis Wiegmann, 1835; gr. -οιδης -oidēs ‘przypominający’.

### Podział systematyczny
Do rodzaju należą następujące gatunki:
- Tachymenoides affinis Boulenger, 1896
- Tachymenoides goodallae Lehr, Lundberg, Cusi, Sites, Torres & Aguilar-Puntriano, 2025
- Tachymenoides harrisonfordi Lehr, Cusi, Fernández, Vera & Catenazzi, 2023